# Жарылгасов, Багдат Серикбаевич
Багдат Серикбаевич Жарылгасов (род. 10 октября 1990) — казахстанский самбист, бронзовый призёр первенства мира 2008 года среди юношей, серебряный призёр первенства мира 2010 года среди юниоров, призёр международных турниров, серебряный призёр соревнований по самбо летней Универсиады 2013 года в Казани, бронзовый призёр розыгрышей Кубка мира 2012 и 2018 годов, бронзовый призёр чемпионата мира по самбо 2012 года, Мастер спорта международного класса Республики Казахстан. Выступал в лёгкой (до 62 кг) весовой категории.